# Віктор Родрігес Ромеро
Віктор Родрігес Ромеро (ісп. Víctor Rodríguez Romero, нар. 23 липня 1989, Барселона) — іспанський каталонський футболіст, півзахисник індійського клубу «Одіша».

## Ігрова кар'єра
Народився 23 липня 1989 року в місті Барселона. Вихованець юнацьких команд футбольних клубів «Барселона», «Меркантіль» та «Бадалона». 2008 року для отримання ігрової практики був відданий в оренду в аматорський клуб «Вілажуїга», а з наступного року став виступати за основну команду «Бадалони», провівши за неї три сезони у Сегунді Б.
Влітку 2012 року підписав контракт із клубом вищого дивізіону Іспанії «Реал Сарагоса», в якому одразу став гравцем основного складу, дебютувавши у Ла-Лізі 25 серпня у виїзній перемозі проти «Еспаньйола» (2:1). Проте за підсумками сезону 2012/13 клуб з Сарагоси залишив найвищий дивізіон.
Відігравши за клуб ще один сезон у Сегунді, Віктор Родрігес повернувся до Прімери, де підписав трирічний контракт з «Ельче», де також був гравцем основного складу, але після закінчення сезону 2014/15, «Ельче», який посів 13-е місце, був знижений у Сегунду з фінансових причин. Наступний сезон Родрігес провів в оренді в клубі вищої ліги «Хетафе».
У сезоні 2016/17 виступав за «Спортінг» (Хіхон), але і з цією командою покинув вищий дивізіон, таким чином півзахисник вилітав з Ла Ліги протягом трьох сезонів поспіль.
2 серпня 2017 року Родрігес підписав контракт з клубом MLS «Сіетл Саундерз». В американській найвищій лізі Родрігес дебютував 23 серпня в матчі проти клубу «Ванкувер Вайткепс» (1:1). У матчі проти цього ж клубу 27 вересня забив свій перший гол за «Сіетл Саундерз». Перші два місяці сезону 2018 року пропустив через розтягнення зв'язок правого коліна. 10 листопада 2019 року у фіналі Кубка MLS, у якому «Сіетл» обіграв «Торонто» з рахунком 3:1, забив другий гол своєї команди і був названий найціннішим гравцем матчу. Після закінчення сезону 2019 року Родрігес залишив американський клуб.
30 січня 2020 року Родрігес повернувся в «Ельче», якому того ж року допоміг вийти до вищого дивізіону.
У липні 2022 року Родрігес підписав контракт з клубом «Одіша», що грав у Суперлізі Індії.

## Виступи за збірну
2015 року дебютував в офіційних матчах у складі невизнаної ФІФА і УЄФА збірної Каталонії, за яку провів два матчі.

## Досягнення
- Володар Кубка МЛС: 2019[18]
- Володар Супер Кубка: 2023

Індивідуальні
- Найкращий гравець Кубка МЛС: 2019